# Podnoszenie ciężarów na Letnich Igrzyskach Olimpijskich 1964 – waga ciężka mężczyzn
Rywalizacja w wadze ponad 90 kg mężczyzn w podnoszeniu ciężarów na Letnich Igrzyskach Olimpijskich 1964 odbyła się 18 października 1964 roku w hali Shibuya Kōkaidō. W rywalizacji wystartowało 21 zawodników z 18 krajów. Tytułu sprzed czterech lat nie obronił Jurij Własow z ZSRR, który tym razem zajął drugie miejsce. Nowym mistrzem olimpijskim został inny reprezentant ZSRR Łeonid Żabotynśkyj, a trzecie miejsce zajął Norbert Schemansky z USA.

## Wyniki
| Pozycja | Zawodnik               | Reprezentacja                 | Waga   | Wyciskanie | Wyciskanie | Wyciskanie | Rwanie | Rwanie | Rwanie | Podrzut | Podrzut | Podrzut | Wynik |
| Pozycja | Zawodnik               | Reprezentacja                 | Waga   | 1          | 2          | 3          | 1      | 2      | 3      | 1       | 2       | 3       | Wynik |
| ------- | ---------------------- | ----------------------------- | ------ | ---------- | ---------- | ---------- | ------ | ------ | ------ | ------- | ------- | ------- | ----- |
| 1. !    | Łeonid Żabotynśkyj     | ZSRR                          | 154,45 | 180,0      | 187,5      | 192,5      | 160,0  | 167,5  | 172,5  | 200,0   | 217,5   | 217,5   | 572,5 |
| 2. !    | Jurij Własow           | ZSRR                          | 136,40 | 187,5      | 192,5      | 197,5      | 162,5  | 162,5  | 162,5  | 205,0   | 210,0   | 217,5   | 570,0 |
| 3. !    | Norbert Schemansky     | Stany Zjednoczone             | 120,90 | 180,0      | 180,0      | 180,0      | 155,0  | 160,0  | 165,0  | 192,5   | 205,0   | 205,0   | 537,5 |
| 4       | Gary Gubner            | Stany Zjednoczone             | 125,45 | 170,0      | 175,0      | 175,0      | 142,5  | 150,0  | 150,0  | 187,5   | 195,0   | 195,0   | 512,5 |
| 5       | Károly Ecser           | Węgry                         | 133,50 | 165,0      | 170,0      | 175,0      | 140,0  | 145,0  | 147,5  | 180,0   | 185,0   | 185,0   | 507,5 |
| 6       | Mohamed Mahmud Ibrahim | Zjednoczona Republika Arabska | 110,50 | 155,0      | 162,5      | 165,0      | 135,0  | 142,5  | 145,0  | 175,0   | 185,0   | 187,5   | 495,0 |
| 7       | Iwan Weselinow         | Bułgaria                      | 115,40 | 160,0      | 165,0      | 165,0      | 130,0  | 135,0  | 135,0  | 180,0   | 185,0   | 190,0   | 490,0 |
| 8       | Hwang Ho-dong          | Korea Południowa              | 113,00 | 155,0      | 160,0      | 162,5      | 130,0  | 135,0  | 140,0  | 180,0   | 185,0   | 190,0   | 482,5 |
| 9       | Donald Oliver          | Nowa Zelandia                 | 134,10 | 145,0      | 152,5      | 157,5      | 127,5  | 132,5  | 137,5  | 182,5   | 190,0   | 197,5   | 480,0 |
| 10      | Serge Reding           | Belgia                        | 114,40 | 160,0      | 165,0      | 167,5      | 125,0  | 130,0  | 130,0  | 175,0   | 180,0   | 182,5   | 477,5 |
| 11      | Manfred Rieger         | Niemcy                        | 104,15 | 145,0      | 150,0      | 152,5      | 135,0  | 140,0  | 142,5  | 180,0   | 185,0   | 190,0   | 475,0 |
| 12      | Manuczehr Borumand     | Iran                          | 112,60 | 155,0      | 162,5      | 162,5      | 140,0  | 140,0  | 142,5  | 170,0   | 175,0   | 175,0   | 465,0 |
| 13      | Arthur Shannos         | Australia                     | 120,70 | 137,5      | 145,0      | 150,0      | 130,0  | 137,5  | 137,5  | 177,5   | 185,0   | 190,0   | 465,0 |
| 14      | Oun Yao-Ling           | Tajwan                        | 105,80 | 140,0      | 147,5      | 152,5      | 132,5  | 140,0  | 145,0  | 162,5   | 167,5   | 172,5   | 460,0 |
| 15      | Ernesto Varona         | Kuba                          | 111,50 | 155,0      | 155,0      | 155,0      | 115,0  | 130,0  | 130,0  | 162,5   | 172,5   | 180,0   | 457,5 |
| 16      | Abdul Chalik Dżuad     | Irak                          | 122,90 | 140,0      | 145,0      | 147,5      | 120,0  | 125,0  | 127,5  | 165,0   | 170,0   | 172,5   | 445,0 |
| 17      | Humberto Selvetti      | Argentyna                     | 148,20 | 140,0      | 150,0      | 155,0      | 120,0  | 125,0  | 130,0  | 150,0   | 155,0   | 160,0   | 445,0 |
| 18      | Udo Querch             | Austria                       | 127,80 | 155,0      | 155,0      | 160,0      | 120,0  | 125,0  | 127,5  | 162,5   | 162,5   | 165,0   | 442,5 |
| 19      | Hadi Abdul Dżabbar     | Irak                          | 120,10 | 145,0      | 150,0      | 152,5      | 120,0  | 125,0  | 127,5  | 160,0   | 165,0   | 165,0   | 440,0 |
| 20      | Brandon Bailey         | Trynidad i Tobago             | 117,05 | 155,0      | 165,0      | 165,0      | 120,0  | 120,0  | 125,0  | 150,0   | 160,0   | 160,0   | 425,0 |
| -       | Eino Mäkinen           | Finlandia                     | 118,35 | 137,5      | 142,5      | 142,5      | 140,0  | 140,0  | -      | -       | -       | -       | -     |